# Коглан, Джон
Джон Роберт Коглан (англ. John Robert Coghlan; род. 19 сентября 1946) — британский музыкант, наиболее известный в первую очередь как барабанщик оригинального состава группы Status Quo.

## Ранняя жизнь
Отец Коглана родился в Глазго, в то время как его мать родилась в Лондоне и была наполовину француженкой. Коглан вырос в Дулвиче и обучался в Kingsdale Comprehensive School. 
В возрасте 15 лет он оставил школу, чтобы пойти работать механиком. Обучался игре на ударных у Ллойда Райана, который также обучал Фила Коллинза приёму барабанного рудимента.

## Карьера
В начале 1962 года Коглан, познакомившись с басистом Аланом Ланкастером и гитаристом Фрэнсисом Росси, присоединился к группе Status Quo, которая тогда называлась The Spectres. В общей сложности, Коглан участвовал в записи 14 альбомов Status Quo из 37, включая первый и самый успешный концертный альбом группы 1977 года, «Live!». Его ударные звучат в таких известных песнях Quo как, «Caroline», «Down Down», «Rockin' All Over the World» и «Whatever You Want».

## Уход
Во время записи альбома 1+9+8+2 Коглан неожиданно покинул Status Quo после почти двадцатилетнего пребывания в её составе. О том, как это произошло, и Фрэнсиса Росси, и Рика Парфитта потом многие годы расспрашивали во время интервью. По их рассказам, Коглан вошёл в студию, сел за ударную установку, постучал на ней так и сяк какое-то время, «потом он встал, пнул по ударной установке так, что она вся развалилась, вышел, и это был конец», ударника у группы больше не было. На замену ему взяли Пита Кирхера, который ранее, в 1960-е годы, играл в группе Honeybus и помог Quo завершить запись альбома. После ухода из группы Коглан играл в группе Partners in Crime, которая не смогла добиться большого успеха. Также он в составе The Rockers, супергруппы, состоящей из Роя Вуда, Лайнотта и Чеса Ходжеса, записал сингл «We Are The Boys (Who Make All The Noise)», — рок-н-ролльное попурри. Сингл вышел в ноябре 1983 года и занял 79 место в чартах. Другим музыкальным проектом Коглана была группа 'John Coghlan’s Diesel', состоявшая из музыкантов, с которыми Джон был знаком ещё со времён Status Quo: Боба Янга и Энди Бауна. Данный коллектив не имел серьёзного контракта на запись.

## В наши дни
Коглан по-прежнему продолжает играть в различных проектах, в частности с John Coghlan’s Quo, которая включает в себя музыкантов из различных трибьют-групп (Баз Барри, Мик Хьюз и Питер Найт из Predatur) . Также является членом коллективов John Coghlan Band (или сокращённо как JCB) и буги-рок-группы King Earl Boogie Band (основанной бывшими участниками группы Mungo Jerry).

## Реюнион со Status Quo
В 2012 году Джон вместе с Риком Парфиттом, Фрэнсисом Росси и Аланом Ланкастером воссоединился на один день в Shepperton Studios, в Суррее, для документального фильма «Hello Quo!», снятого Аланом Дж. Паркером. Это было первое воссоединение классического состава с 1981 года.
В октябре 2012 года после выхода Hello Quo! было анонсировано, что классический состав Status Quo проведёт первый и единственный за 32 года реюнион-тур по Великобритании в марте 2013 года. Билеты поступили в продажу в ноябре и разошлись за двадцать минут. В общей сложности было сыграно девять концертов, один из которых прошёл на арене Manchester Apollo, два на Hammersmith Apollo, а финальное выступление состоялось на стадионе Wembley Arena, в Лондоне 17 марта 2013 года. Оно было выпущено на Blu-ray / DVD / CD 30 сентября 2013 года. После этого в 2014 году состоялся ещё один реюньон-тур, который был также выпущен на CD/DVD/Blu-ray.

## Личная жизнь
Имеет дочь Шарлотту от первого брака с женой Кэрол.
Во времена пребывания в группе он десять лет проживал в Балласалле, на острове Мэн. 
Сейчас он живёт в Шилтоне, в графстве Оксфордшир, вместе со своей второй женой Джилли, на которой женат более 30 лет. Джилли работает в музыкальном бизнесе и сотрудничает с агентствами MAM, NEMS и Bron, которые вели дела таких групп и исполнителей как, Hall and Oates, Black Sabbath, Нилс Лофгрен, Hot Chocolate, Barclay James Harvest и Ace. Также Джилли появлялась на телевидении и участвовала в различных телешоу, включая The Weakest Link. Также Джон и Джилли появились в одном эпизоде телешоу Cash in the Attic.
Джон Коглан является главой благотворительного фонда 'Westie ReHoming'.